# Vaux-Andigny
 Vaux-Andigny  es una población y comuna francesa, en la región de Picardía, departamento de Aisne, en el distrito de Vervins y cantón de Wassigny.

## Demografía
| 1006 | 926 | 854 | 847 | 833 | 902 |
| Para los censos de 1962 a 1999 la población legal corresponde a la población sin duplicidades (Fuente: INSEE [Consultar]) |     |     |     |     |     |